# Som Maresme FC
El Som Maresme FC, conocido anteriormente como Unió Esportiva Llagostera, Unió Esportiva Costa Brava y Club de Fútbol Badalona Futur, es un club de fútbol español de la localidad barcelonesa de Premiá de Dalt, en Cataluña. Fue fundado originalmente en 1947 como Unión Deportiva Llagostera. En 2022 se convirtió en el Club de Fútbol Badalona Futur. En 2025 adoptó su identidad actual. Actualmente compite en la Tercera Federación.

## Historia

### UE Llagostera
Con el nombre original de Unió Esportiva Llagostera, el club fue fundado en noviembre de 1947 por el entonces alcalde de la localidad, Leandre Calm, quien fue también su primer presidente. En otras fases de su historia el club se denominó Club de Fútbol Llagostera.
La Unió Esportiva Llagostera pasó su primer medio siglo de vida en las categorías regionales del fútbol catalán. Su historia cambió con la llegada al banquillo de Oriol Alsina. El club, que en la temporada 2004-05 militaba en Segunda Territorial, logró cinco ascensos en siete años. En julio de 2008 Isabel Tarragó, esposa del técnico, Oriol Alsina, accedió a la presidencia del club en sustitución de Josep Valentí.

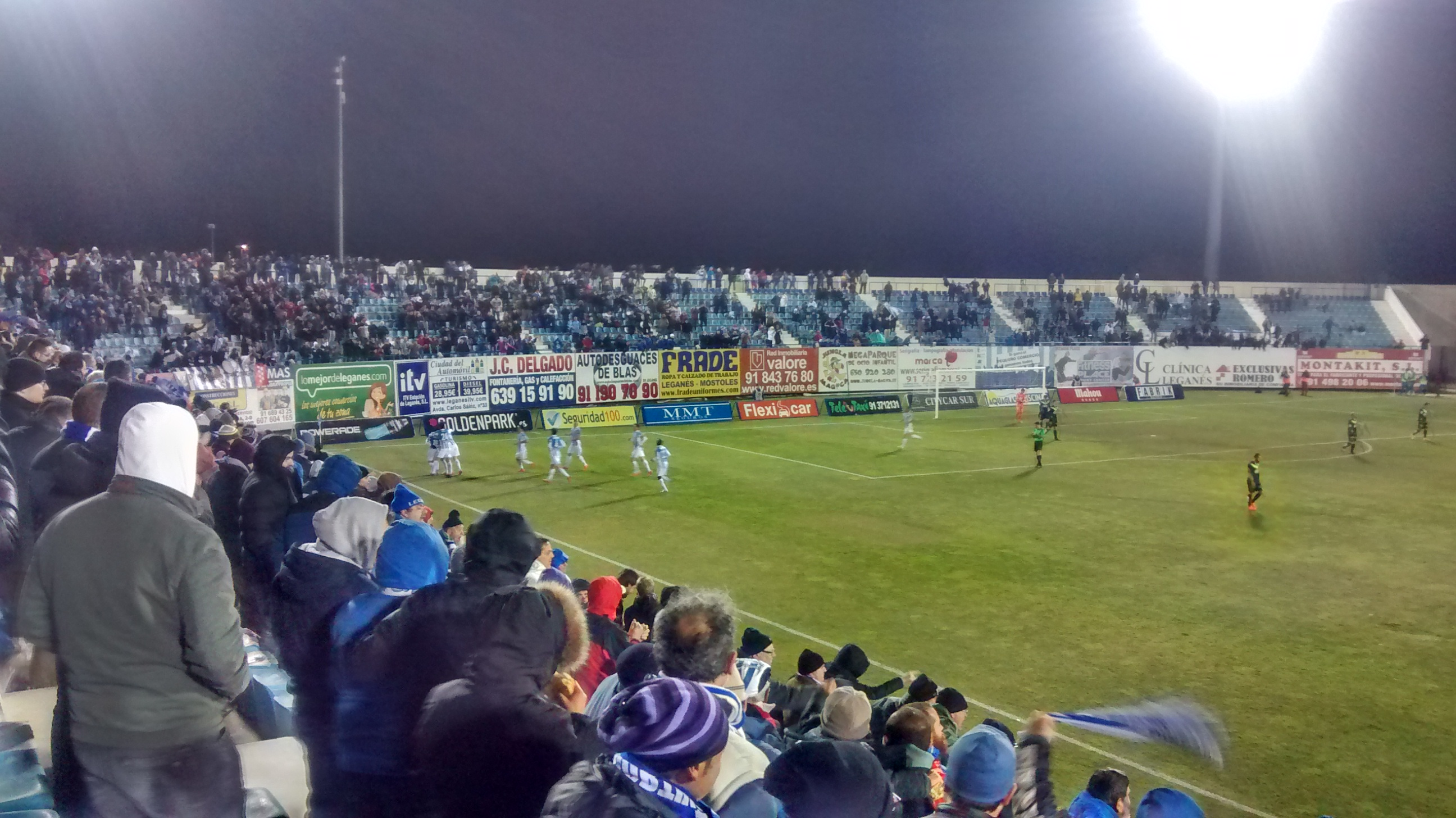
Primera visita al C. D. Leganés (2:0) en la temporada 2014-15.

La temporada 2010-11 logra un éxito sin precedentes al proclamarse campeón de su grupo en Tercera División, en su segunda campaña en la categoría y consiguiendo el ascenso a 2.ªB venciendo en la promoción al Centro Cultural y Deportivo Cerceda por 2-0 en Llagostera y 0-1 en Cerceda.
En la temporada 2012-13 el club hace historia una vez más clasificándose en los dieciseisavos de la Copa del Rey.
En la temporada 2013-14, se proclamaría campeón del grupo III de la Segunda División B de España. En primera instancia juega la promoción de campeones para subir a la Segunda División de España con el Racing de Santander, que lo elimina por un ajustado marcador. El club azulgrana pasa entonces a la segunda fase. La pequeña decepción de Santander se compensa con el ascenso logrado ante el Gimnàstic de Tarragona. El objetivo se consigue tras quedar derrotado 2-1 en el Nou Estadi tarraconense y ganando 3-1 en el Municipal de Llagostera gracias a un gol de Nuha que le dio el ascenso en el minuto 92 en la prórroga.
El partido fue polémico por supuesto amaño arbitral, agresiones de aficionados locales a futbolistas y aficionados del Nàstic y agresiones del entrenador y presidente del Llagostera Oriol Alsina a personal del club tarraconense.
A raíz del encuentro, la afición tarraconense mantiene una gran rivalidad hacia el equipo gerundense.
El 17 de mayo de 2016 se anunció la posible fusión de la Unió Esportiva Llagostera con el Palamós Club de Futbol, por lo que partir de la temporada 2016-17 se denominaría Unió Esportiva Palamós-Costa Brava. La decisión, pendiente de votación por las asambleas de socios de ambos clubes, nunca llegó a tomarse, prosiguiendo ambos clubes su andadura, deportiva e institucional, independientes el uno del otro.
El 2 de diciembre de 2020, el Llagostera ganó la Copa Federación por primera vez en su historia, al derrotar a Las Rozas Club de Fútbol en la prórroga por 1 gol a 2.

### UE Costa Brava
El 31 de julio de 2021 el club anunció el cambio de denominación a Unió Esportiva Costa Brava. Este nombre únicamente fue utilizado durante una temporada 2021-22 que se vio marcada por problemas financieros y deportivos, que llevaron a que el equipo descendiera a la Segunda Federación. Durante el verano de 2022 se buscó una nueva propiedad que se hiciera cargo del club, finalmente se llegó a un acuerdo con el Club de Fútbol Badalona, terminando con la breve etapa de la UE Costa Brava.

### CF Badalona Futur
En el verano de 2022 el club inició un proceso de fusión con el C. F. Badalona, y pasó a llamarse Club de Fútbol Badalona Futur. En el verano de 2023 comenzaron a presentarse problemas en el procedimiento para la unión entre ambos clubes debido a la falta de acuerdo en algunos puntos clave del procedimiento. Finalmente no se concretó la fusión, por lo que ambos clubes compitieron como entidades separadas. Tras este hecho la directiva del Futur decidió poner en venta al club por el precio de un euro, aunque con la obligación por parte del comprador de hacerse cargo de la deuda del equipo, la cual en el momento era de unos 600.000€, finalmente no hubo ninguna oferta por hacerse con la propiedad del club en el plazo establecido y el Badalona Futur fue inscrito en la Segunda Federación para la temporada 2023-24.
Tras iniciarse la temporada 2023-24 el Badalona Futur enfrentó otro problema, tras la disolución de la fusión con el C. F. Badalona, el club perdió el derecho de utilizar el Estadi Municipal de dicha localidad, tras varias negociaciones el equipo estableció su sede en el Estadi Hipòlit Planàs de Vic, luego de llegar a un acuerdo con la Unió Esportiva Vic. En el plano deportivo el equipo consiguió llegar a la primera eliminatoria de la Copa del Rey, forzando la tanda de penales ante un equipo de Primera División como el Cádiz. El Futur también consiguió ganar la Copa Federación tras derrotar en la final al Talavera de la Reina por un marcador de 1-2, en un partido celebrado en el estadio del equipo talaverano.En la Segunda Federación el equipo logró clasificarse a los play-offs de ascenso a Primera Federación tras terminar la temporada en el tercer lugar del grupo 3, aunque el Futur fue eliminado en las semifinales por el Orihuela Club de Fútbol.
Para la temporada 2024-25 el equipo volvió a verse obligado a cambiar de sede tras el final del acuerdo de uso de las instalaciones municipales de la ciudad de Vic. Ante la falta de un estadio, el equipo comenzó el año futbolístico jugando en el Ciudad Deportiva de Blanes,en un principio el Futur buscaba jugar en Sant Feliu de Llobregat, pero no pudo hacerlo ante las malas condiciones del estadio municipal. Finalmente, a mediados del mes de septiembre la directiva del club logró un acuerdo con el Club Esportiu Premià de Dalt y con el ayuntamiento de esa localidad barcelonesa para establecerse en el campo de fútbol municipal de la citada población durante el año futbolístico 2024-25.
En enero de 2025 el empresario de origen armenio Sedrak Petrosyan adquirió la totalidad de las acciones del club con el objetivo de poner fin al proyecto del Badalona Futur y dotarlo de una nueva identidad más relacionada con Premià de Dalt. En abril el equipo descendió a Tercera Federación luego de una temporada que se vio marcada en lo deportivo por los problemas financieros e institucionales del club, certificando la pérdida de categoría del Futur con varias semanas de antelación al final de la competición.

### Som Maresme FC
En junio de 2025 el equipo sufrió un nuevo cambio de identidad pasando a llamarse Som Maresme FC, dando a conocer su nueva denominación a través de publicaciones en redes sociales y el anuncio de sus nuevos jugadores mediante la prensa, sin celebrar un acto público de presentación o hacer un anuncio previo al respecto. Aunque al inicio de la gestión de Petrosyan ya se había comunicado la intención de adaptar el nombre del equipo a su nueva realidad geográfica, pasando a llevar el nombre de la comarca donde se encuentra la nueva sede del club.

## Estadio
Desde la temporada 2024-25 el Som Maresme FC disputa sus partidos como local en el Camp Municipal de Futbol de Premià de Dalt, localizado en la localidad homónima, el cual es un campo de césped  con una capacidad para 1200 personas.
En sus inicios el equipo disputaba sus partidos como local Estadio Municipal de Llagostera. Los sucesivos ascensos de la UE Llagostera en los años 2000 obligaron a remodelar el degradado estadio, por lo que el club se vio obligado a jugar, temporalmente, en la vecina localidad de Santa Cristina de Aro. Las obras se realizaron durante la temporada 2008/09 y culminaron con la instalación de césped artificial.
Durante su andadura en Segunda División, los partidos como local los disputó en Palamós, ya que el Municipal de Llagostera no ofrecía las condiciones técnicas requeridas para la Liga de Fútbol Profesional. El equipo permaneció en el estadio de Palamós hasta la conversión del club en Badalona Futur.
Tras el cambio de denominación a Badalona Futur el equipo jugó durante algunos años en Estadi Municipal de Badalona, ubicado en la Travessera de Montigalá.  El recinto fue inaugurado el 29 de enero de 2017.
En 2023 el equipo se vio obligado a abandonar Badalona debido a la falta de acuerdo para el uso de las instalaciones municipales de la ciudad, estableciéndose durante la temporada 2023-24 en el Estadi Hipòlit Planàs de Vic.

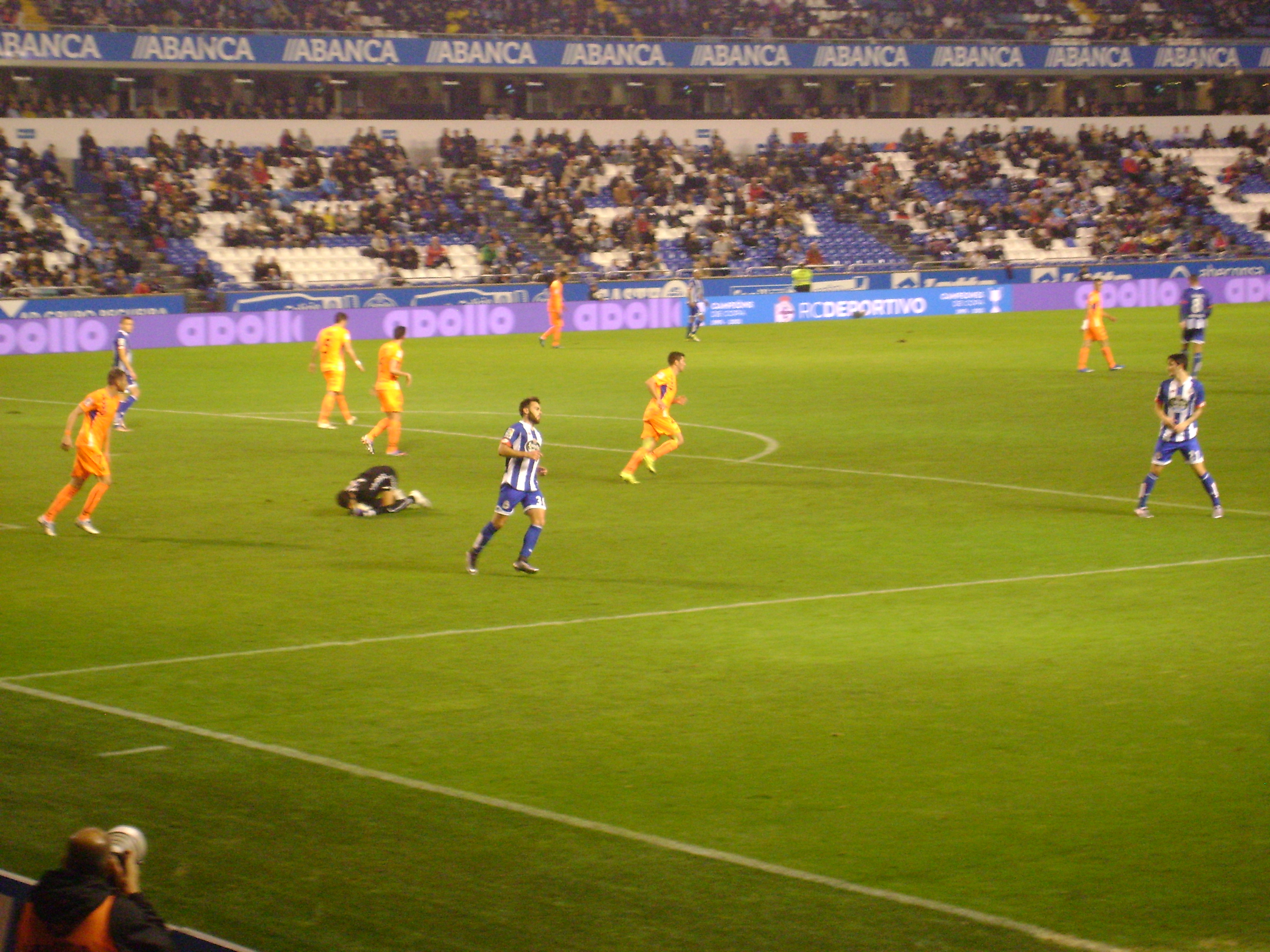
Partido disputado entre el Deportivo de La Coruña y la UE Llagostera en la Copa del Rey de fútbol 2015-16.

## Escudo
Para su estreno en Segunda División, el Llagostera estrenaría nuevo emblema, que sería una estilización del tradicional que incluía un balón sobre el que se acomodaba el escudo de la localidad, rodeado de la leyenda Unió Esportiva Llagostera. En el nuevo escudo, el balón se redujo en tamaño y aparecería la palabra Lacustaria en la parte superior, suprimiéndose la leyenda con el nombre. Ese logotipo del club se mantuvo hasta el año 2021.
Para la temporada 2021-22 con el cambio de nombre a Unió Esportiva Costa Brava, se adoptó un nuevo escudo, el cual consistía en una división de dos cuarteles, en el superior se encontraba un velero navegando en el mar, mientras que en el inferior se encontraba la señera, la cual era rematada con el dibujo de un balón en el pico del escudo.
En 2022 con el cambio de identidad a Club de Fútbol Badalona Futur se adoptó un nuevo emblema el cual era una estilización del escudo del Club de Fútbol Badalona, con el añadido de las palabras "Badalona" y "Futur" en ambos costados del logotipo. Un año más tarde, tras el fracaso de la fusión entre el Futur y el equipo original badalonés se adoptó otro emblema el cual consistía en un círculo azul que contenía las letras CFB en blanco, este círculo se encontraba rodeado por otro de color blanco en cual contenía en su interior la frase Club de Fútbol Badalona Futur, además de dos estrellas, siendo las letras y los dibujos azules.
En 2025 tras adoptar la identidad Som Maresme FC se presentó un nuevo escudo, el cual se trata de un óvalo azul el cual contiene el dibujo de una torre de un castillo, las letras SM, el nombre del club, el de su nueva localidad y una señera, todos los detalles son en color dorado con excepción de la bandera catalana.

## Evolución del uniforme
| 1955 | 1967 | 1978 | 1981 | 1996 | 2010 |

## Datos del club
- Temporadas en Segunda División: 2.
- Temporadas en Primera RFEF: 1.
- Temporadas en Segunda División B/Segunda RFEF: 9.
- Temporadas en Tercera División: 3.
- Mejor puesto en la liga (en Segunda División de España): 9.º (temporada 2014-15).
- Peor puesto en la liga (en Segunda División de España): 20.º (temporada 2015-16).

## Palmarés

### Torneos nacionales
- Copa Real Federación Española (2): 2020 y 2023.
- Segunda División B de España (1): 2013-14 (Gr. III).
- Tercera División de España (2): 2010-11 (Gr. V), 2018-19 (Gr. V).

### Torneos regionales
- Segunda Catalana (1): 2005-06 (Gr. I).